# Colom (ocell)
El colom, colom de roca, colom roquer i colom salvatge, colom de cova, colom surita a les Balears (Columba livia), també conegut com a colom asiàtic roquer, colom asiàtic domèstic o colom domèstic, és una espècie d'au columbiforme de la família dels colúmbids nativa de sud d'Euràsia i de nord d'Àfrica. Al continent americà es considera com exòtica-invasora. El gènere Columba acull els denominats coloms del vell món. És l'ancestre dels coloms domèstics, amb els quals es creua, cosa que demostra el seu estret parentiu. S'assembla molt al colom domèstic gris típic, però els domèstics presenten gran varietat de coloracions i formes diferents. En la natura és pràcticament impossible distingir els coloms roquers i els domèstics assilvestrats.
L'àrea de distribució natural dels coloms roquers es limita a al sud d'Europa, el nord d'Àfrica i el sud-oest d'Àsia. Arran de la seva domesticació, la seva distribució es va ampliar a la major part dels continents (excepte l'Antàrtida) especialment Amèrica de Nord, el Con Sud d'Amèrica i zones temperades meridionals d'Austràlia. Sol viure en penya-segats i barrancs, niant en parets rocoses. Els coloms domèstics i assilvestrats han estat introduïts en més hàbitats de tot el món, especialment ciutats. Usen les construccions humanes de la mateixa manera que les poblacions naturals fan servir els murs rocosos. És sabut que causen danys considerables a edificis i monuments causa de la seva femta corrosiva.
Aquest colom ha estat introduït a tot el món com a font d'alimentació o com caça. No obstant això, són una amenaça a la salut de la població ja que poden transmetre malalties als humans, a les aus de corral i la fauna silvestre; l'anterior, per contacte amb les deposicions dels coloms o per exposició perllongada a la seva femta i plomes. Això no obstant, la fama dels coloms d'animals insalubres per als humans s'ha exagerat. Els coloms són un risc potencial per ser, com altres aus, possibles portadores de la grip aviària.
Els fòssils de colom més antics que es coneixen foren descoberts a la cova de Ca Na Reia, a Eivissa.

## Descripció

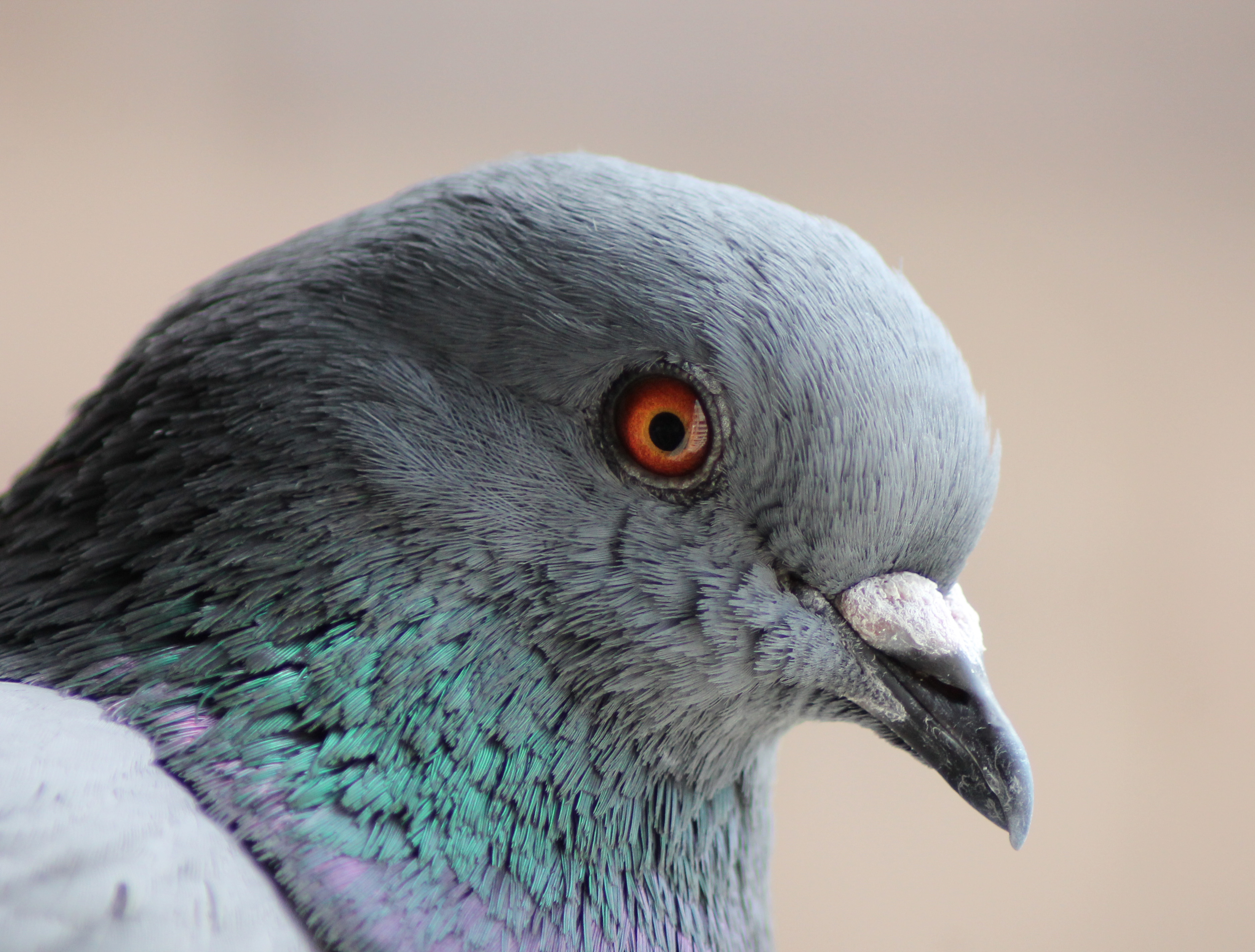
Detall del cap d'un colom, mostrant la cera del bec

Els adults de la subespècie nominal mesuren entre 29 i 37 cm de llarg i tenen una envergadura alar de 62 a 72 cm. El pes dels coloms roquers salvatges o assilvestrats oscil·la entre els 238 i 380 g, encara que els coloms domèstics o semidomèstics solen sobrepassar aquest pes normal. El seu plomatge és en general de color gris blavós, més fosc al cap, coll i pit, on a més presenten iridescències verds i violàcies. Es caracteritza per presentar dues bandes negres i tenir el carpó blanc. Les cobertores inferiors de les seves ales són blanquinoses i que la punta de les rèmiges és negrosa. La seva cua té una banda negra a l'extrem rematada amb un fi vora blanca. L'iris dels seus ulls és taronja, vermell o daurat, i tenen un fi anell ocular nu gris blavós. El seu bec és negrós i presenta en la seva part superior una cera blanquinosa, i les seves potes són de color vermell purpuri. Té les següents mesures estàndard: una mitjana de 22,3 cm de corda màxima de l'ala, entre 9,5 i 11 cm de longitud de cua, 1,8 cm i entre 2,6 i 3,5 cm.
La femella és molt similar al mascle però la iridescència del seu coll és menys intensa i més restringida als costats i zona posterior, i el seu pit és menys voluminós i més fosc. Els joves són similars però amb menys llustre.

## Subespècies
Entre les races de colom presents als Països Catalans, hi ha:
- Colom Capibec
- Colom Coll pelat
- Colom de vol català
- Colom d'enreixat
- Colom figureta
- Colom flamenc
- Colom refilador ull de peix
- Colom ull de maduixa
- Gavatxut valencià
- Colom de Casta Grossa
- Colom d'escampadissa
- Colom de pinta
- Colom borino
- Colom gavatxut mallorquí
- Colom nas de xot

## Distribució

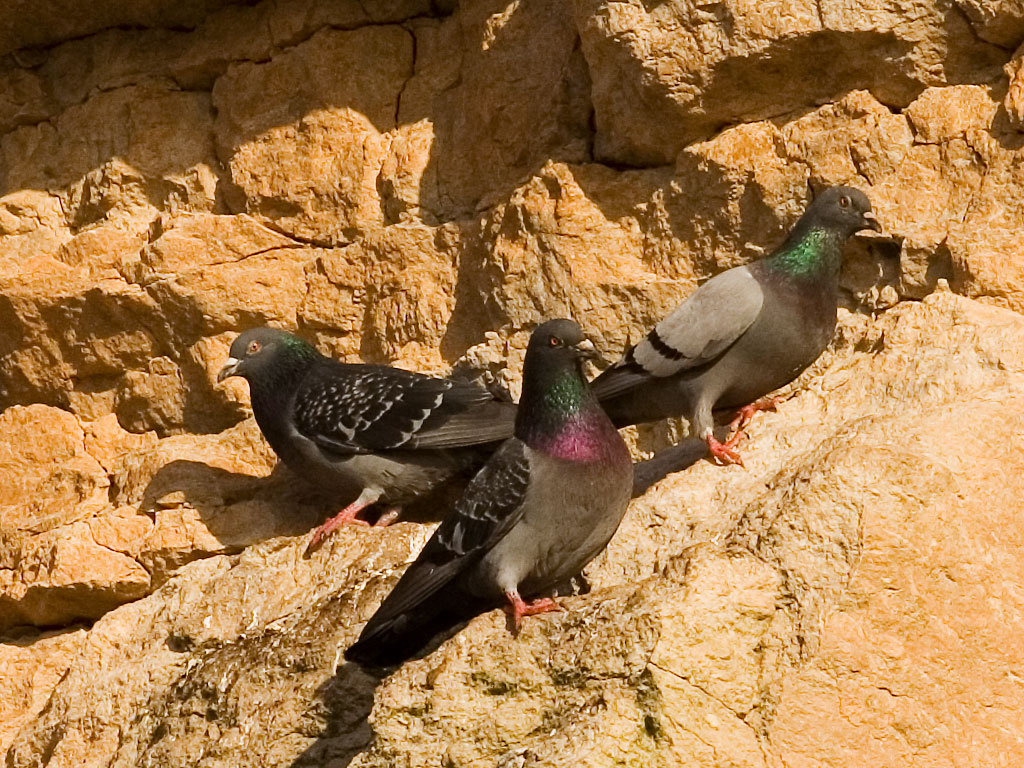
Coloms roquers en un penyasegat a Norfolk, Anglaterra

L'àrea de distribució natural del colom roquer s'estén des del vessant oest d'Europa (costa oest de les Illes Britàniques, Península Ibèrica i Marroc) i tota l'àrea mediterrània, incloent el mar Negre, fins l'Àsia meridional. Incloent els assilvestrats i els urbans, es calcula que l'espècie s'estén per una àrea d'uns 10.000.000 km². Només a Europa, amb una població estimada d'entre 17 i 28 milions d'individus. Les evidències Fossils suggereixen que el colom roquer es va originar a l'Àsia meridional, i restes òssies trobades en excavacions a Israel confirmen que hi vivia ja fa 300.000 anys. Tanmateix, la llarga convivència de l'espècie amb els humans fa impossible identificar la seva distribució original amb exactitud.

## Comportament

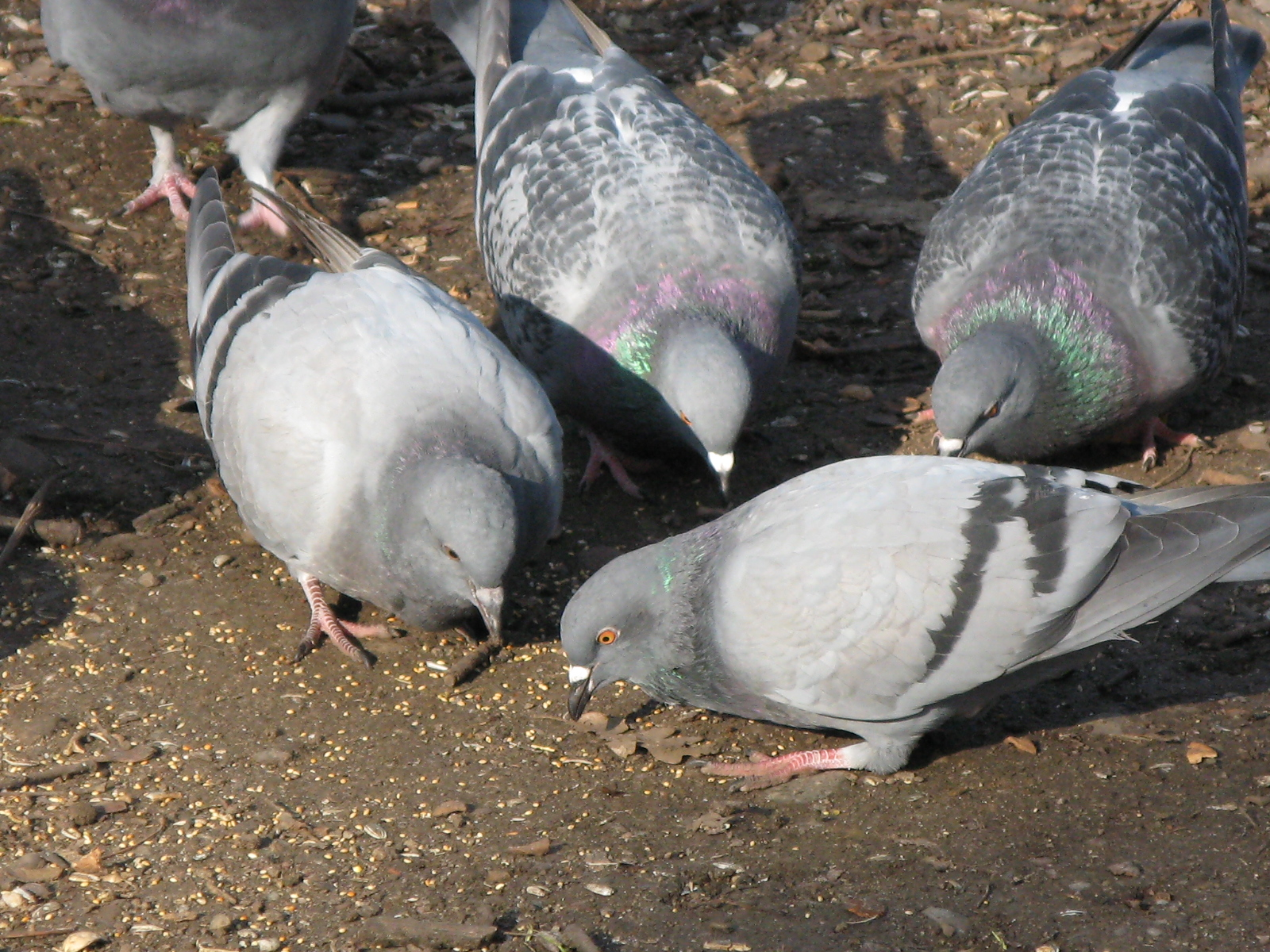
Els coloms s'alimenten a terra, tant a la natura com a les ciutats.

Els coloms se solen trobar en parelles a l'època de reproducció, però la resta del temps són gregaris. Dormen en relleixos d'espadats, murs i altres estructures elevades, però mai a les branques dels arbres, a les quals no poden mantenir-se adormits. Els coloms, especialment els coloms missatgers, són coneguts per la seva capacitat per a orientar-se i trobar el camí de tornada a la llar des de grans distàncies. Malgrat aquesta capacitat, els coloms roquers són sedentaris i rarament s'allunyen de la seva regió natal.

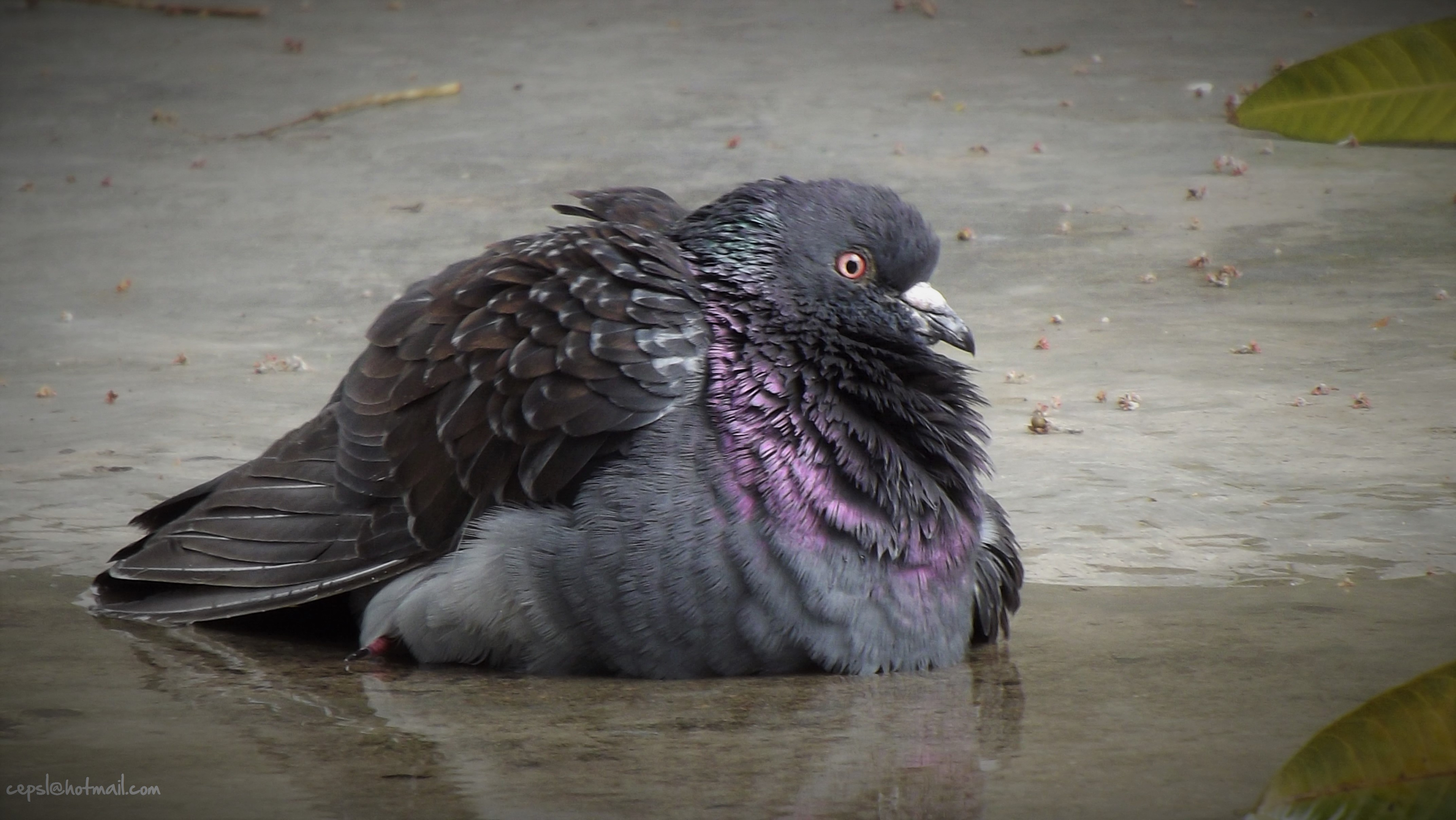
Colom domèstic refrescant-se en un bassal.

Els coloms s'alimenten a terra en bandes o individualment. Quan són molestats, alcen el vol en grup amb una fressa d'ales característica. A la natura són principalment granívors. Mengen llavors de cereals, lleguminoses i altres plantes herbàcies, però també de brots, fruits, insectes, cucs i caragols. Normalment beuen després de menjar, igual que altres aus de dieta seca, i també consumeixen aigua per fer baixar la seva temperatura corporal en dies calurosos. Tots els coloms es caracteritzen por la seva forma de beure. Són capaços d'empassar-se aigua de manera contínua amb el cap cot i el bec submergit, a diferència de la resta d'aus, que han que d'alçar el cap i inclinar-lo enrere per poder-la empassar.
Quan la disponibilitat d'aliments és prou abundant, els coloms poden arribar a formar grans bandades i reproduir-se durant tot l'any, cosa que s'esdevé a les ciutats a causa del subministrament d'aliment d'origen antropogènic.

### Reproducció

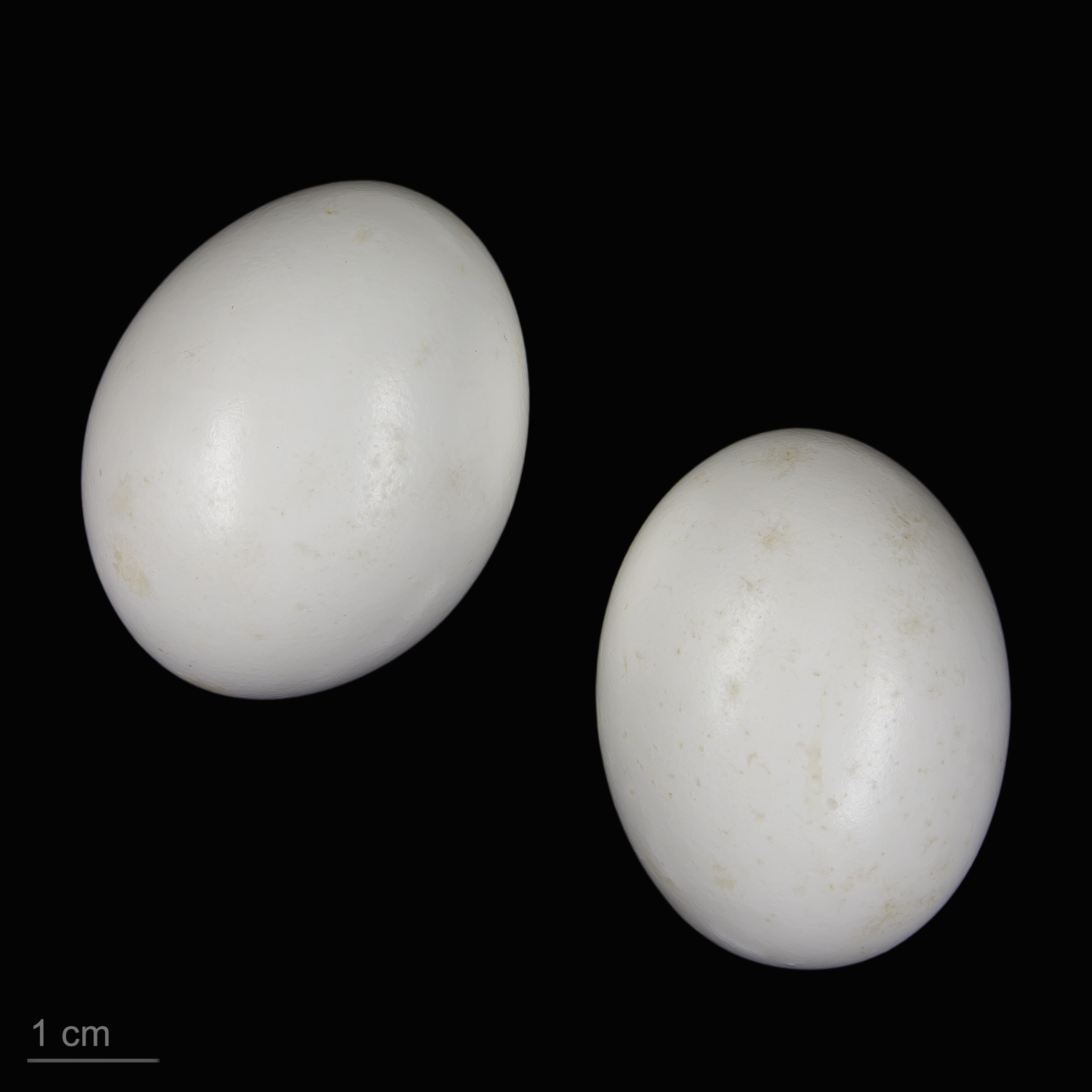
Ous de Columba livia al Museu d'Història Natural de Tolosa

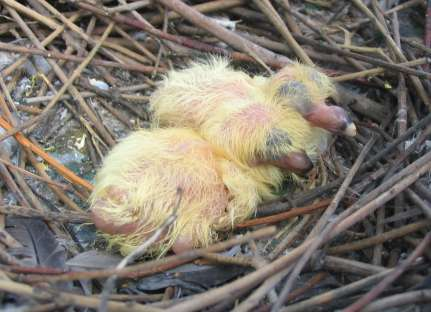
Dos coloms acabats de sortir de l'ou

Els coloms roquers crien en qualsevol època de l'any, però el màxim de postes té lloc a la primavera i l'estiu. Nidifiquen en el mateix tipus de relleixos on dormen, i també a l'interior d'esquerdes i forats en indrets similars.
El niu consisteix en un entramat feble d'herba i branquetes, recolzat contra la paret i normalment sota cobert. Generalment ponen dos ous blancs. La incubació és compartida per ambdós progenitors i dura entre disset i vint-i-un dies. Els colomins acabats d'eclosionar estàn coberts de plomissol grogós clar i tenen un bec prominent rogenc amb una banda fosca. Els pollets són alimentats mitjançant regurgitació amb l'anomenada llet de pap, un fluid nutritiu produït al pap, tant de mascles com de femelles de totes les espècies de coloms i tórtores. Els colomins triguen uns trenta dies a desenvolupar-se i deixar el niu.
L'esperança de vida d'un colom a la natura oscil·la entre els tres i els cinc anys, i n'arriba a viure fins a quinze anys en captivitat. La principal causa de mortalitat a la natura són els depredadors i la caça humana.

## Depredadors

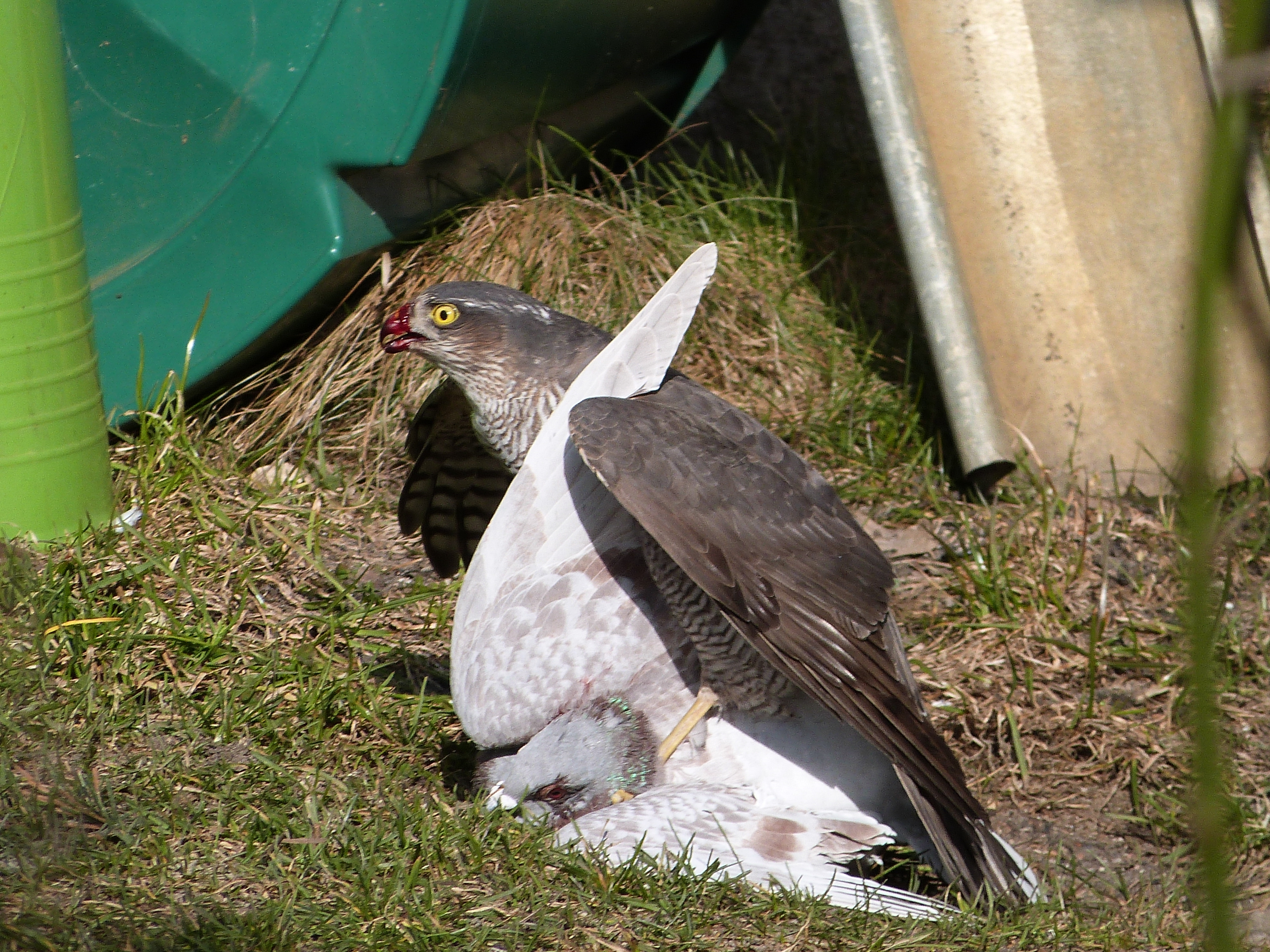
Esparver comú menjant un colom.

Els coloms roquers i els assilvestrats són una de les preses preferides de les rapinyaires de tota la seva àrea de distribució, i la seva única defensa és l'habilitat de fugida volant. Els coloms assilvestrats que viuen a gairebé totes les ciutats del món i àrees circumdants són caçats per una gran varietat de aus de presa. El falcó pelegrí i l'esparver comú són els seus principals depredadors naturals. Fins al 80% de la dieta dels falcons pelegrins de moltes ciutats es compon de coloms assilvestrats. Poden ser caçats per rapinyaires de mides compreses entre la del el xoriguer americà i la de l'àliga daurada, com aligots, ducs i esparvers i astors. A més, els seus nius poden ser espoliats per les gavines i els còrvids. Entre els mamífers que també poden atacar-los es troben les martes, les genetes, els opòssums i ossos rentadors a Amèrica, i també els gats. Els coloms també són caçats pels humans, i són considerats carn de caça que es consumeix a molts dels països on són natius des de l'antiguitat.

## Aspectes culturals
El colom simbolitza la pau, sobretot si és blanc i va amb una branca d'olivera al bec. Aquest símbol barreja la tradició de l'arca de Noè (en què un colom amb una branca va anunciar terra ferma i, per tant, la fi del diluvi universal) amb el color blanc de les banderes de parlament o rendició a la guerra i amb l'associació de l'olivera amb la pau a la cultura grecoromana.
Els grecs clàssics associaven també el colom a l'harmonia i l'amor, incloent l'amor carnal. Era l'ocell d'Afrodita i als seus temples hi havia coloms sagrats.
Des de molt antic i en diverses cultures, el colom ha simbolitzat la puresa i l'espiritualitat i, més concretament, l'ànima. També és l'encarnació de l'Esperit Sant per al cristianisme.
El colom té la fama de ser, juntament amb el flamenc, l'únic ocell que s'alimenta de la llet materna quan és una cria - per bé que també tenen llet de pap la resta de colúmbids, els pelicans, alguns pingüins i algunes cotorres.

## Com a plaga

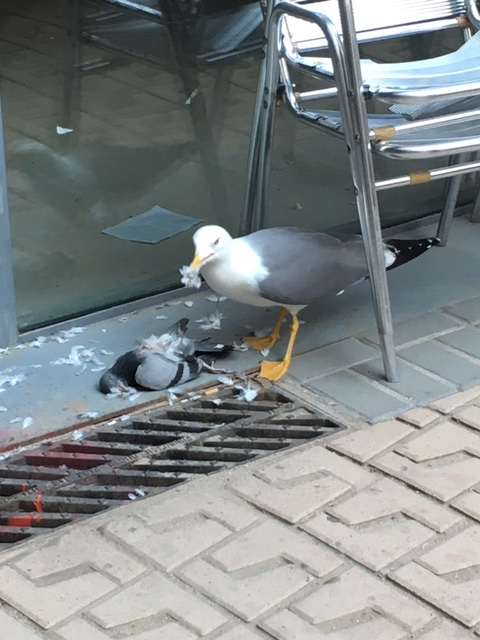
Gavià escorxant un colom al pati de la Facultat de Geografia i Història de la Universitat de Barcelona.

La seva adaptabilitat als entorns urbans l'ha fet arribar a esdevenir una plaga en moltes ciutats. D'igual manera, succeeix amb altres espècies d'aus peridomèstiques com: gavians, estornells, cotorres de pit gris, etc. En aquest espais, el colom prolifera aprofitant la manca de depredadors i l'hàbit dels alimentadors. Quan hi ha una presència excessiva d'exemplars, poden arribar a provocar malalties zoonòtiques, i a malmetre elements arquitectònics. Si a la naturalesa formen grans colònies en cingles i penya-segats, a la ciutat no troben aquests espais i nidifiquen en edificis, murs o estàtues que poden malmetre pel poder corrosiu de l'àcid úric dels seus excrements. Degut a la seva mala alimentació en l'entorn urbà, excreten una proporció molt més elevada d'àcid úric que els coloms que viuen a la natura.